# 大仏駅 (全羅南道)
大仏駅（テブルえき）は、大韓民国全羅南道霊岩郡にある韓国鉄道公社（KORAIL）の駅である。

## 利用可能な路線
- 韓国鉄道公社
  - 大仏線（貨物線）

## 歴史
- 2004年3月12日 - 開業。
- 2010年9月28日 - 貨物取扱中止[1]。

## 隣の駅
韓国鉄道公社
大仏線（貨物線）
一老駅 - 大仏駅